# Noureddine Ben Arfa
Pour les articles homonymes, voir Arafa.
Noureddine Ben Arfa, né le 22 octobre 1953 au Bardo, est un footballeur tunisien actif dans les années 1970 et 1980.
Technicien et milieu de terrain, il fait partie des différentes sélections juniors mais ne parvient pas à s'imposer dans la sélection nationale en raison du talent de ses concurrents, à l'instar de Tarak Dhiab et Hammadi Agrebi. Il ne dispute qu'un seul match international officiel, le 18 août 1973 en coupe de Palestine contre le Yémen (2-0), et ne marque aucun but. 
Joueur du Stade tunisien, il y évolue de 1970 à 1981. Il dispute 208 matchs en championnat et 26 en coupe, marquant quinze buts en championnat et un en coupe. Il reste au Stade tunisien toute sa carrière, le président du club refusant de le voir changer de club, selon lui. Il prend sa retraite en 1981.